# Manuel da Fonseca (escritor)
Manuel Lopes Fonseca, mais conhecido como Manuel da Fonseca ComSE (Santiago do Cacém, Santiago do Cacém, 15 de outubro de 1911 — Pena, Lisboa, 11 de março de 1993), foi um escritor (poeta, contista, romancista e cronista) português.

## Biografia
Nasceu na freguesia e concelho de Santiago do Cacém, a 15 de outubro de 1911, sendo filho do industrial Carlos Augusto da Fonseca e Maria Silvina Lopes, doméstica, também naturais de Santiago do Cacém.
Após ter terminado o ensino básico, Manuel da Fonseca prosseguiu os seus estudos em Lisboa. Estudou no Colégio Vasco da Gama, Liceu Camões, Escola Lusitânia e Escola de Belas-Artes. Apesar de não ter sobressaído na área das Belas-Artes, deixou alguns registos do seu traço, sobretudo nos retratos que fazia  de alguns dos seus companheiros de tertúlias lisboetas, como é o caso do de José Cardoso Pires. Durante os períodos de interregno escolar, aproveitava para regressar ao seu Alentejo de origem. Daí que o espaço de eleição dos seus primeiros textos seja o Alentejo. Só mais tarde e a partir de Um Anjo no Trapézio é que o espaço das suas obras passa a ser a cidade de Lisboa.
A 29 de dezembro de 1937, casou primeira vez civilmente, em Lisboa, com Mabilde Cândido Matias, então de 25 anos, doméstica, natural da freguesia e concelho de Silves, filha de Joaquim Matias e Raquel Amália, também naturais de Silves. O casal separou-se em junho de 1962 e o divórcio foi decretado por sentença transitada em julgado a 30 de julho de 1971.
A 2 de março de 1972, casou segunda vez civilmente, em Lisboa, com Arlete Mendes de Brito Ventura, de quem se divorciou por sentença transitada em julgado a 25 de maio de 1984.
Membro do Partido Comunista Português (PCP), Manuel da Fonseca fez parte do grupo do Novo Cancioneiro e é considerado por muitos como um dos melhores escritores do Neorrealismo português. Nas suas obras, carregadas de intervenção social e política, relata como poucos a vida dura do Alentejo e dos alentejanos.
A sua vida profissional foi muito díspar, tendo exercido nos mais diferentes sectores: comércio, indústria, revistas, agências publicitárias, entre outras.
Era membro da Sociedade Portuguesa de Escritores quando esta atribuiu o Grande Prémio da Novelística a José Luandino Vieira pela sua obra Luuanda, o que levou ao encerramento desta instituição e à detenção de alguns dos seus membros na prisão de Caxias, entre os quais Manuel da Fonseca.
A 25 de outubro de 1983, foi agraciado com o grau de Comendador da Ordem Militar de Sant'Iago da Espada.
A 19 de novembro de 1985, casou terceira vez civilmente, no Seixal, com Hermínia de Jesus Matos.
Morreu a 11 de março de 1993, na freguesia da Pena, em Lisboa. Foi sepultado em Santiago do Cacém.
Em sua homenagem, a Escola Secundária de Santiago do Cacém denomina-se Escola Secundária Manuel da Fonseca e as bibliotecas municipais de Castro Verde e Santiago do Cacém, Biblioteca Municipal Manuel da Fonseca.

## Jornais e revistas onde colaborou
- Árvore[8]
- Vértice[8]
- O Diabo[8]
- O Diário[8]
- Seara Nova[8]
- A Capital[8]
- Atlântico [9]

## Obras

### Poesia
- Rosa dos ventos (Edição do autor, 1940)
- Planície (1941)
- Poemas dispersos (1958)
- Poemas completos (1958), com prefácio de Mário Dionísio
- Obra poética
- O Largo

### Contos
- Aldeia Nova (1942)
- O Retrato (1953)
- O Fogo e as Cinzas (Editorial Gleba, 1953). Edição Três Abelhas (a sua mais importante obra)
- Um anjo no trapézio (1968)
- Tempo de solidão (1973)
- Tempo de solidão - Edição especial dos Estúdios Cor (edição limitada e oferecida pela editora no Natal de 1969).
- Mestre Finezas
- A Torre da Má Hora
- Mataram a Tuna!
- A Testemunhada

### Romance
- Cerromaior (Editorial Inquérito, 1943)
- Seara de vento (1958)

### Crónicas
- Crónicas algarvias (Editorial Caminho, 1986)
- À lareira, nos fundos da casa onde o Retorta tem o café
- O vagabundo na cidade
- Pessoas na paisagem